# Fishers Island (New York)
Fishers Island ist eine Insel in Southold, New York am östlichen Ende des Long Island Sound, 3 km vor der südöstlichen Küste von Connecticut. Die Insel ist von New London aus erreichbar per Flugzeug und Fähre.
Die Insel gehört zur Town Southold im Suffolk County, New York. Sie ist ein Census-designated place (CDP). Laut Volkszählung 2010 leben 236 Menschen des ganze Jahr über auf rund 10 km²; während der Hochsaison im Sommer steigt die Einwohnerzahl auf 2000.

## Geographie
Laut United States Census Bureau beträgt die Gesamtfläche rund 11 km², davon 3,48 % Wasser.
Fishers Island ist Teil derselben Endmoräne, welche die North Fork von Long Island bildet. Während der Spätphase der Wisconsin glaciation, bildete sich der Lake Connecticut.

### Klima
Das Wetter auf Fishers Island wird bestimmt durch die Nähe zum Long Island Sound und zum Atlantik sowie vorherrschende Winde. Es ist einer der wenigen Orte an der Ostküste der Nordhalbkugel mit ozeanischem Klima (Koppen Cfb). Durch die Wärmespeicherung des Atlantiks während der Herbst- und Wintermonate bleibt Fishers Island wärmer als das Festland (Connecticut) in diesem Zeitraum. Obwohl Sommertage auf Fishers Island heiß sein können, sind die Temperaturen niedriger als auf Festland-Connecticut und Rhode Island.

## Sonstiges
Das Ehepaar John Hay und Betsey Whitney hatte ein Sommerhaus auf Fishers Island.